# Albemarle Corporation
Die Albemarle Corporation ist ein US-amerikanischer Spezialchemiekonzern mit Sitz in Charlotte, North Carolina und einer der weltweit größten Produzenten von Lithium und Lithiumverbindungen.

## Geschichte
1887 wurde die Albemarle Paper Manufacturing Company gegründet. Durch die im Jahr 1962 mit Fremdkapital finanzierte Übernahme der wesentlich größeren Ethyl Corporation wurde Albemarle ein Chemiekonzern. Dieser benannte sich um in Ethyl Corporation; nach seinem Hauptprodukt, dem Antiklopfmittel Tetraethylblei. 1976 wurden die Aktivitäten im Bereich der Papierherstellung verkauft. 1987 wurde das Brom-Geschäft von Dow Chemical übernommen. Seit 1994 heißt der Konzern wieder Albemarle.
Im Januar 2015 wurde die Übernahme von Rockwood Holdings abgeschlossen. Dadurch kamen die Standorte in Langelsheim (Niedersachsen) und Frankfurt am Main zur Albemarle. Das Werk in Langelsheim geht auf die Hans-Heinrich-Hütte zurück und gehörte mehrere Jahrzehnte zur Metallgesellschaft.
Im Jahr 2016 verkaufte Albemarle Chemetall für rund 3,2 Milliarden Dollar (2,8 Milliarden Euro) an die BASF.

## Geschäftsbereiche
Die Albemarle Corporation ist in die drei Geschäftsbereiche Lithium, Bromine Specialties und Catalysts aufgeteilt. Der Bereich Lithium verfügt über eigene Minen zur Förderung von Lithiumsalzen. Es werden beispielsweise Lithiumcarbonat und Lithiumhydroxid als Grundstoffe und für Lithium-Ionen-Akkus hergestellt. Weitere Batterieprodukte sind Lithiumsulfid und Lithiumbis(oxalato)borat. Daneben werden lithiumorganische Verbindungen wie Butyllithium hergestellt. Zudem werden verschiedene weitere Salze, Metalle und Metallhydride produziert.
Im Bereich Bromine Specialties werden unter anderem elementares Brom und Bromwasserstoffsäure produziert sowie Bromide und bromhaltige Flammschutzmittel. Der Geschäftsbereich Catalysts stellt Katalysatoren für Raffinerien her, unter anderem FFC-Katalysatoren.